# بوبکوو
بوبکوو (به لاتین: Bobkovo) یک منطقهٔ مسکونی در روسیه است که در سرزمین آلتای واقع شده‌است.